# Crossroads (2002)
Crossroads is een Amerikaanse romantische tragikomedie en roadmovie uit 2002 onder regie van Tamra Davis. De film staat vooral bekend als het acteerdebuut van popzangeres Britney Spears en staat geboekstaafd als een commerciële en kritische flop.

## Verhaal
Drie meiden uit een klein dorpje in Georgia zijn na hun jeugdvriendschap uit elkaar gegroeid. Ze spreken af om een trip door het land te maken. Onderweg ontmoeten ze een muzikant die hen overhaalt om naar Los Angeles te reizen voor een muziekwedstrijd. Een van de rollen wordt gespeeld door zangeres Britney Spears en de jonge versie van die rol wordt gespeeld door haar jongere zusje; genaamd Jamie Lynn Spears.

## Rolverdeling
| Acteur            | Personage    | Opmerkingen |
| ----------------- | ------------ | ----------- |
| Britney Spears    | Lucy Wagner  | Oud         |
| Jamie Lynn Spears | Lucy Wagner  | Jong        |
| Anson Mount       | Ben          |             |
| Zoë Saldana       | Kit          |             |
| Taryn Manning     | Mimi         |             |
| Dan Aykroyd       | Pete Wagner  |             |
| Kim Cattrall      | Caroline     |             |
| Justin Long       | Henry        |             |
| Beverly Johnson   | Kits moeder  |             |
| Bahni Turpin      | Ms. Jenson   |             |
| Kool Moe Dee      | Bar eigenaar |             |
| Richard Voll      | Dylan        |             |